# Acacia aptaneura
Acacia aptaneura — вид квіткових рослин з родини бобових, що зростає в Австралії: Новий Південний Уельс, Північна територія, Квінсленд, Південна Австралія, Західна Австралія. Він росте в широкому діапазоні середовищ існування, включаючи кам'янисті або гравійно-піщані суглинки, тверду ґрунт на піщаних дюнах і періодичних водотоках. Зазвичай це перевернено-конусоподібний або округлий кущ або дерево з лінійними або вузько-видовженими філодіями, колосами золотисто-жовтих квіток і довгастими або вузько-видовженими стручками до 60 мм завдовжки.

## Морфологічний опис
Acacia aptaneura — це перевернутий конусоподібний або округлий кущ або дерево, яке зазвичай досягає висоти 3–10, іноді до 12 метрів. Його нові пагони і гілочки вкриті смолою. Філодії вузьколінійні або вузьковидовжені, плоскі, від прямих до округлих у поперечному перерізі, здебільшого 40–100 × 0.8–1.5 мм, від зеленого до сіро-зеленого кольору. На краю філодії біля її основи є залоза. Квітки золотисті, розташовані в циліндричних колосках завдовжки 10–30 мм на квітконосі 3–10 мм. Цвітіння відбувається між березнем і травнем і червнем і серпнем, але може відбуватися і в інші місяці, крім січня. Стручки від довгастих до вузько видовжених, 20–60 × 5–10 мм, оранжево-коричневі. Насіння від еліптичної до яйцеподібної форми, здебільшого 4–5 мм завдовжки та 3–4 мм завширшки.